# Précieux
Précieux är en kommun i departementet Loire i regionen Auvergne-Rhône-Alpes i centrala Frankrike. Kommunen ligger i kantonen Montbrison som tillhör arrondissementet Montbrison. År 2022 hade Précieux 1 040 invånare.

## Befolkningsutveckling
Antalet invånare i kommunen Précieux
| Referens: INSEE |